# Le Petit Bleu des Côtes d'Armor
Le Petit Bleu des Côtes d'Armor est un hebdomadaire régional français, fondé le 23 mars 1946 et basé à Dinan en Bretagne. Dénommé Le Petit Bleu des Côtes-du-Nord jusqu’en 1990, il est par ailleurs considéré par son fondateur, René Pleven, comme étant le successeur du Petit Bleu de Dinan, qui a existé de 1903 à 1912.
La zone de diffusion est le territoire de l’actuelle Dinan Agglomération, soit les trois cantons de Dinan et ceux de Matignon, Plancoët, Plélan-le-Petit, Pleslin-Trigavou Jugon-les-Lacs, Broons, Caulnes et Évran. Il paraît le jeudi.

## Histoire

### Le Petit Bleu de Dinan
Le Petit Bleu de Dinan et de la région est fondé pour appuyer la candidature radicale de Charles Baudet lors des élections législatives partielles de 1903 de la 1er circonscription de Dinan. Ses deux fondateurs semblent être Charles Pleven et Jean Geistdoerfer,. Ayant une parution bi-hebdomadaire, il se revendique « journal républicain » puis « organe de propagande laïque, démocratique et sociale ». Son nom est une référence aux télégrammes qui étaient alors surnommés « petits bleus » en raison du papier sur lesquels ils étaient retranscrits. Il cesse de paraître le 30 juin 1912.

### Journal actuel
Le Petit Bleu des Côtes-du-Nord, édition de Dinan paraît pour la première fois le 23 mars 1946 avec un éditorial de René Pleven qui en est le directeur politique. Neveu du fondateur du journal de 1903, il revendique la filiation de son journal avec le Petit Bleu de Dinan créé en 1903. Il sera l'auteur de la majorité des éditoriaux jusqu'au numéro 2078 paru le 18 janvier 1986.
En 1990, le titre devient Le Petit Bleu des Côtes d’Armor à la suite du changement de nom du département.
En 1998, le journal subit une restructuration.